# Arform

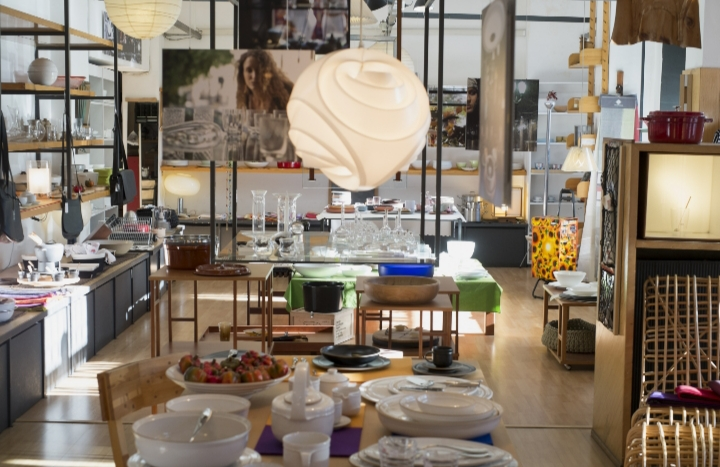
Interni del negozio in Via della Moscova

Arform era un'azienda e un negozio storico italiano fondato nel 1955 dal noto designer Paolo Tilche,  che produceva mobili e oggetti di design.

## Storia
Arform venne fondato nel 1955 a Milano dal designer Paolo Tilche e da sua moglie Anna Pontremoli, figlia di Mario Pontremoli. Inizialmente ubicato in via Turati in seguito si sposta in via della Moscova in pieno centro a Milano. Nel 1955 Arform viene insignito del premio compasso d'oro. Inizialmente, sull'onda del boom economico degli anni '60, Arform vende mobili di ogni genere. In seguiti si dedicò alla vendita dell'oggettistica, progettate da Paolo Tilche e dai più importanti designer del momento. Dal 2002, a seguito della morte di Paolo Tilche, la gestione del negozio passa al figlio Luca Tilche. Sin dalla fondazione si propone di Vendere oggetti di buon gusto e mai di moda, prodotti sui disegni del fondatore (e non solo) dalle botteghe artigianali italiane. Oltre agli oggetti disegnati da Tilche, Arform inizia a vendere anche oggetti di design, importati dalle botteghe artigianali del nord Europa. Il negozio in via della Moscova a Milano venne chiuso nel 2020.

## Riconoscimenti e premi
- Premio Compasso d'oro 1955